# Disulfit de potassi
El disulfit de potassi, (antigament metabisulfit de potassi), de fórmula {\displaystyle {\ce {K2S2O5}}}, és una sal en forma de pols cristal·lina blanca, utilitzat en la indústria alimentària com a antioxidant i antimicrobià per la seva capacitat de generar ions sulfit, {\displaystyle {\ce {SO3^2-}}}, i hidrogensulfit, {\displaystyle {\ce {HSO3^-}}}, en presència de solucions aquoses. Si bé les propietats del disulfit de potassi són similars a les del disulfit de sodi, s'utilitza preferentment aquell per evitar incrementar la concentració de sodi dels aliments.

## Aplicacions
El disulfit de potassi s'utilitza essencialment per a la conservació dels aliments sota el codi d'additiu alimentari E224.

### Vi
L'addició de sulfits al vi té la finalitat d'inhibir el creixement de microorganismes externs al procés de fermentació (que, en la major part dels casos transformaria el vi en vinagre) i alhora evitar l'oxidació del producte final. Els compostos sofrats s'han utilitzat per millorar l'estabilitat del vi des de l'època dels romans, en que s'encenia una tireta de pols de sofre a l'interior de la bóta del vi per generar diòxid de sofre.
Actualment, el disulfit de potassi (E224) és l'additiu més utilitzat per aconseguir la presència d'ions sulfit al vi. En contacte amb solucions aquoses, el disulfit de potassi estableix un equilibri químic, donant lloc a les formes de diòxid de sofre, {\displaystyle {\ce {SO2}}}, l'ió sulfit, {\displaystyle {\ce {SO3^2-}}}, i l'ió hidrogensulfit, {\displaystyle {\ce {HSO3^-}}}.
{\displaystyle \mathrm {K_{2}S_{2}O_{5}} \to 2\mathrm {K^{+}} +2\mathrm {HSO_{3}^{-}} }
{\displaystyle \mathrm {SO_{3}^{-}} +\mathrm {H^{+}} \rightleftharpoons \mathrm {HSO_{3}^{-}} +\mathrm {H^{+}} \rightleftharpoons \mathrm {H_{2}SO_{3}} \rightleftharpoons \mathrm {SO_{2}} +\mathrm {H_{2}O} }
La proporció en què es troben aquestes tres formes depèn del pH, però en la majoria de vins (rang de pH: 3-4) la forma majoritària és sempre l'ió hidrogensulfit. Si bé les tres formes químiques presenten propietats similars, el diòxid de sofre és el principal responsable de l'acció antimicrobiana, mentre que l'ió hidrogensulfit té una acció essencialment antioxidant.

### Altres
De la mateixa manera que el vi, els sulfits s'utilitzen per a la preservació de certs aliments:
- Cervesa. Actualment són poques les cerveses que contenen sulfits. En la majoria de cerveses industrials, la fermentació s'atura mitjançant altes temperatures o filtrat, mentre que en moltes cerveses artesanals es du a terme una segona fermentació després de l'envasat per la que seria contraproduent l'addició de sulfits.
- Fruits secs.
- Raves.
- Patates dessecades.

## Toxicitat
Si bé els sulfits generats pel disulfit de potassi són inòculs per a la ingesta a les concentracions habitualment utilitzades, la pols de disulfit de potassi és irritant per a la pell i, sobretot, per a la mucosa ocular i els pulmons. Per tal d'evitar els seus efectes no desitjats, és aconsellable manipular-lo amb elements de protecció personal com ara bata, ulleres, guants i mascareta. D'altra banda, cal evitar el contacte del disulfit de potassi amb substàncies àcides, ja que hi reacciona formant gasos tòxics.